# Пітер Джонсон (тенісист)
Пітер Джонсон (англ. Peter Johnston; нар. 1 червня 1960) — колишній австралійський тенісист.
Найвищу одиночну позицію світового рейтингу — 226 місце досяг 2 січня 1984, парну — 139 місце — 18 березня 1985 року.
Найвищим досягненням на турнірах Великого шолома було 3 коло в парному розряді.

## Фінали Пран-прі/WCT за кар'єру

### Парний розряд: 1 (0–1)
| Результат | W/L | Дата     | Турнір                      | Покриття | Партнер       | Суперники                 | Рахунок  |
| --------- | --- | -------- | --------------------------- | -------- | ------------- | ------------------------- | -------- |
| Поразка   | 0–1 | Жов 1984 | Melbourne Indoor, Австралія | Килим    | Джон Маккерді | Бродерік Дайк Веллі Месур | 2–6, 3–6 |

## Титули на челленджерах

### Парний розряд: (1)
| Ранг | Рік  | Турнір            | Покриття | Партнер       | Суперники                 | Рахунок       |
| ---- | ---- | ----------------- | -------- | ------------- | ------------------------- | ------------- |
| 1.   | 1982 | Сідней, Австралія | Тверде   | Джон Маккерді | Джон Бенсон Кріс Джонстон | 6–7, 7–6, 7–6 |